# نيكولاس بوربون (شاعر)
نيكولاس بوربون (بالفرنسية: Nicolas Bourbon)‏ هو شاعر فرنسي، ولد في 1503، وتوفي في 1550.